# Jacques de Gelu
Jacques de Gelu (zm. 7 września 1432) – francuski duchowny katolicki. Arcybiskup Tours (7 listopada 1414 do 30 lipca 1427) i Embrun (od 30 lipca 1427 aż do śmierci). Uczestnik Soboru w Konstancji i konklawe 1417 jako przedstawiciel tzw. "nacji galijskiej".  